# Distretto di Missenyi
Il distretto di Missenyi è un distretto della Tanzania situato nella regione del Kagera. È suddiviso in 20 circoscrizioni (wards) e conta una popolazione di 245 394 abitanti (censimento 2022).

## Suddivisione amministrativa
Il distretto è diviso nelle seguenti circoscrizioni (wards), tra parentesi gli abitanti (censimento 2022):
1. Bugandika (9 088)
2. Bugorora (8 105)
3. Buyango (8 592)
4. Bwanjai (7 886)
5. Gera (4 619)
6. Ishozi (6 598)
7. Ishunju (3 312)
8. Kakunyu (26 379)
9. Kanyigo (9 547)
10. Kashenye (5 786)
11. Kassambya (37 028)
12. Kilimilile (13 640)
13. Kitobo (7 316)
14. Kyaka (16 882)
15. Mabale (6 995)
16. Minziro (10 753)
17. Mushasha (6 284)
18. Mutukula (26 532)
19. Nsunga (26 772)
20. Ruzinga (3 280)